# Tupá (powiat Levice)
Tupá – wieś (obec) na Słowacji położona w kraju nitrzańskim, w powiecie Levice. Pierwsze wzmianki o miejscowości pochodzą z roku 1332. 
Według danych z dnia 31 grudnia 2012, wieś zamieszkiwało 587 osób, w tym 300 kobiet i 287 mężczyzn.
W 2001 roku rozkład populacji względem narodowości i przynależności etnicznej wyglądał następująco:
- Słowacy – 64,95%
- Czesi – 0,48%
- Węgrzy – 34,41%

Ze względu na wyznawaną religię struktura mieszkańców kształtowała się w 2001 roku następująco:
- Katolicy rzymscy – 91,96%
- Grekokatolicy – 0,16%
- Ewangelicy – 3,22%
- Ateiści – 4,34%
- Nie podano – 0,16%